# غونار هوكرت
غونار ميكائيل هوكرت (12 فبراير 1910 - 11 فبراير 1940) كان عداءًا فنلنديًا، وفاز بسباق 5000 متر في دورة الألعاب الأولمبية الصيفية لعام 1936.